# Viskinge
Viskinge er en landsby beliggende på Nordvestsjælland i Viskinge Sogn ca. 12 km øst for Kalundborg i nærheden af Svebølle. Efter kommunalreformen i 1979 hørte Viskinge under den daværende Bjergsted Kommune og dermed under Skippinge Herred (Holbæk Amt). Siden kommunalreformen i 2007 har bebyggelsen tilhørt Kalundborg Kommune i Region Sjælland. 
Landsbyen er mest kendt for sin kirke  fra begyndelsen af 1200-tallet.
Der har tidligere været togforbindelse til og fra Viskinge, men trinbrættet blev nedlagt i 1960'erne, hvorefter tog blot kører gennem bebyggelsen. Nærmeste station er Svebølle.

## Kendte personer, der er født i Viskinge
- Tidligere minister K.K. Steincke (1880-1963)
- Skuespiller Ebbe Trenskow (1937)

## Kendte personer, der bosiddende i Viskinge (2009)
- Tidligere folketingsmedlem for Det Radikale Venstre, Ole Glahn

## Note
1. ↑  Viskinge og Aunsø sogne og kirker

55°39′44″N 11°16′07″Ø / 55.66212°N 11.26857°Ø